# Muscicapa tyrrhenica
Muscicapa tyrrhenica és una espècie d'ocell de la família dels muscicàpids (Muscicapidae). És un ocell migratori que cria a les illes Balears, Còrsega i Sardenya, i passa l'hivern a l'Àfrica.
Hi ha dues subespècies reconegudes que hivernen al sud d'Àfrica:
- M. t. balearica – Illes Balears
- M. t. tyrrhenica – Corsega i Sardenya

## Taxonomia
Segons la llista mundial d'ocells del Congrés Ornitològic Internacional (versió 11.2, juliol 2021) aquest tàxon tindria la categoria d'espècie. Tanmateix, altres obres taxonòmiques, com el Handook of the Birds of the World i la quarta versió de la BirdLife International Checklist of the birds of the world (Desembre 2019), el consideren encara un grup de subespècies del papamosques gris (Muscicapa striata).
Un estudi filogenètic molecular publicat el 2016 va trobar que les subespècies del papamosques gris M. s. tyrrhenica i M. s. balearica eren genèticament similars entre si, però significativament diferents de les altres subespècies. Els autors van proposar que aquestes subespècies insulars s'haurien de considerar com una espècie separada.